# The Beatles Play the Residents and the Residents Play the Beatles
The Beatles Play the Residents and the Residents Play the Beatles è un singolo del 1977 del gruppo musicale statunitense The Residents.

## Descrizione
Il lato A, intitolato Beyond the Valley of a Day in the Life, è un collage-audio di brani dei Beatles e di una canzone del John Lennon solista, con un nastro loop tratto dal terzo disco natalizio The Beatles Third Christmas Record, nel quale Paul McCartney dice: «Please everybody, if we haven't done what we could have done we've tried» ("Ci scusiamo con tutti, se non abbiamo fatto quello che avremmo potuto fare, ma ci abbiamo provato").
Questa traccia è un collage di registrazioni dei Beatles, più una canzone del John Lennon solista (God). In aggiunta è presente un estratto di un dialogo proveniente da un disco natalizio dei Beatles, la traccia comprende le seguenti canzoni:
- A Day in the Life
- The End
- Her Majesty
- A Hard Day's Night
- Tell Me What You See
- God - (John Lennon)
- Tell Me Why
- I Am the Walrus
- Blue Jay Way
- Can't Buy Me Love
- Another Girl
- All I've Got to Do
- All My Loving
- Yellow Submarine
- No Reply
- I'm a Loser
- Mr. Moonlight
- Love You To
- She Loves You
- Hey Bulldog

Il lato B, Flying, è una cover dell'omonima canzone dei Beatles, scelta per essere (insieme a Dig It) una delle pochissime composizioni a firma di tutti e quattro i membri del gruppo. Ad un certo punto, uno dei Residents cita la frase di McCartney dal disco natalizio utilizzata sul lato A e poi si mette a ridere istericamente.
Il singolo, in particolare la B-side, riflette la noia dei Residents nei confronti della musica pop e la loro tendenza a destrutturarne forma e convenzioni, come fatto nel loro secondo album The Third Reich 'n Roll.
The Beatles Play the Residents and the Residents Play the Beatles venne originariamente stampato in edizione limitata di 500 copie numerate, con tre differenti copertine.

## Tracce
1. Beyond the Valley of a Day In the Life
2. Flying